# يوزيف بوسي
يوزيف بوسي (29 أغسطس 1911) لاعب كرة قدم سويسري راحل كان يجيد اللعب في خط الهجوم.
لعب طوال مسيرته الرياضية في أندية لوزان (1933-1934) بيرن (1934-1936) باريس تشارينتون (1936-1937).
مثل منتخب سويسرا في 4 مباريات مسجلا هدفين (1933-1934). شارك مع منتخب سويسرا في بطولة كأس العالم 1934 في إيطاليا حيث خرج من الدور الربع النهائي.

## وصلات خارجية
- يوزيف بوسي على موقع الاتحاد الدولي (مؤرشف)  (الإنجليزية)
- يوزيف بوسي على موقع قاعدة بيانات كرة القدم.إي يو (الإنجليزية)
- يوزيف بوسي على موقع ناشيونال فوتبول تيمز (الإنجليزية)
- يوزيف بوسي على موقع Soccerway.com (الإنجليزية)
- يوزيف بوسي على موقع عالم كرة القدم.نت (الإنجليزية)

- هذا سيرة ذاتية